# Storbritanniens militær
Storbritanniens militær består af tre værn: Flåden, hæren og luftvåbenet.
De kaldes normalt British Armed Forces eller Her Majesty's Armed Forces, og nogle gange Armed Forces of the Crown. Styrken består af et personel på 429.500 i 2006 (195.900 aktive, 191.300 i reserven og 42.300 i den frivillige reserve). Der er således tale om en af de største militære styrker i Europa, men kun den 26. største i verden. Storbritanniens militær har dog det 2. største budget – kun overgået af USA. Den øverstkommanderende er monarken (Dronning Elizabeth II) og de ledes af the Defence Council, som hører under forsvarsministeriet (MoD).
Den britiske hær hedder British Army. Modsat de andre værn hedder den således ikke "Royal". Forklaringen på dette fremgår under hovedartiklen om den britiske hær.